# Andrea Dunbar
Andrea Dunbar, född 22 maj 1961 i Bradford, Yorkshire, England, död 20 december 1990 i Bradford, var en brittisk dramatiker.

## Biografi
Dunbar växte upp på Brafferton Arbor på Buttershaw council estate i Bradford med sju syskon. Båda hennes föräldrar arbetade i textilindustrin. Hon gjorde sin skolgång i Buttershaw Comprehensive School.
Dunbar blev gravid vid 15 års ålder, men barnet kom dödfött efter sex månader. Hon hade senare tre barn med tre olika fäder. Den första, Lorraine, föddes 1979 med en asiatisk far. Ett år senare, 1980, föddes Lisa, åter igen medan Andrea fortfarande var tonåring.
Som en ensamstående mamma, tillbringade Dunbar 18 månader i en fristad för misshandlade kvinnor och blev en allt tyngre drinkare. År 1990 dog hon av hjärnblödning vid 29 års ålder efter att ha blivit sjuk på Beacon pub på Reevy Road. År 2007 dömdes hennes äldsta dotter Lorraine, som då var heroinist, för dråp för att ha orsakat sitt barns död genom grov försummelse efter att barnet intagit en dödlig dos av metadon.
År 2000 återgavs Dunbars liv och hennes omgivning i pjäsen A State Affair av Robin Soans. En film om hennes liv, The Arbor, regisserad av Clio Barnard, släpptes 2010. 

## Författarskap
Dunbar började skriva sin första pjäs The Arbor 1977 som 15-åring, som en uppgift  för engelska i skolan. Uppmuntrad av sin lärare, fick hon hjälp till att utveckla pjäsen till presentationsstandard. Den uruppfördes 1980 på Londons Royal Court Theatre, regisserat av Max Stafford-Clark. Den vann Young Writers' Festival, och utökades senare och uppfördes i New York. Skådespelet beskrev upplevelser av en gravid tonåring med en missbrukande far.
Dunbar fick snabbt i uppdrag att skriva en uppföljning och skapade Rita, Sue and Bob Too som uruppfördes 1982. Pjäsen undersöker liknande teman som The Arbor, och skildrar livet för två tonårsflickor som båda har en affär med samma gifte man. Hennes tredje skådespel, Shirley (1986), lägger större vikt vid den centrala karaktären.
Rita, Sue and Bob Too omarbetades för bio och filmades 1986 av Alan Clarke. Filmen ledde till en stor kontrovers på Buttershawgodset på grund av dess negativa bild av området. Dunbar hotades av flera invånare, men stannade ändå kvar som boende på gården.